# Sibylle Keupen

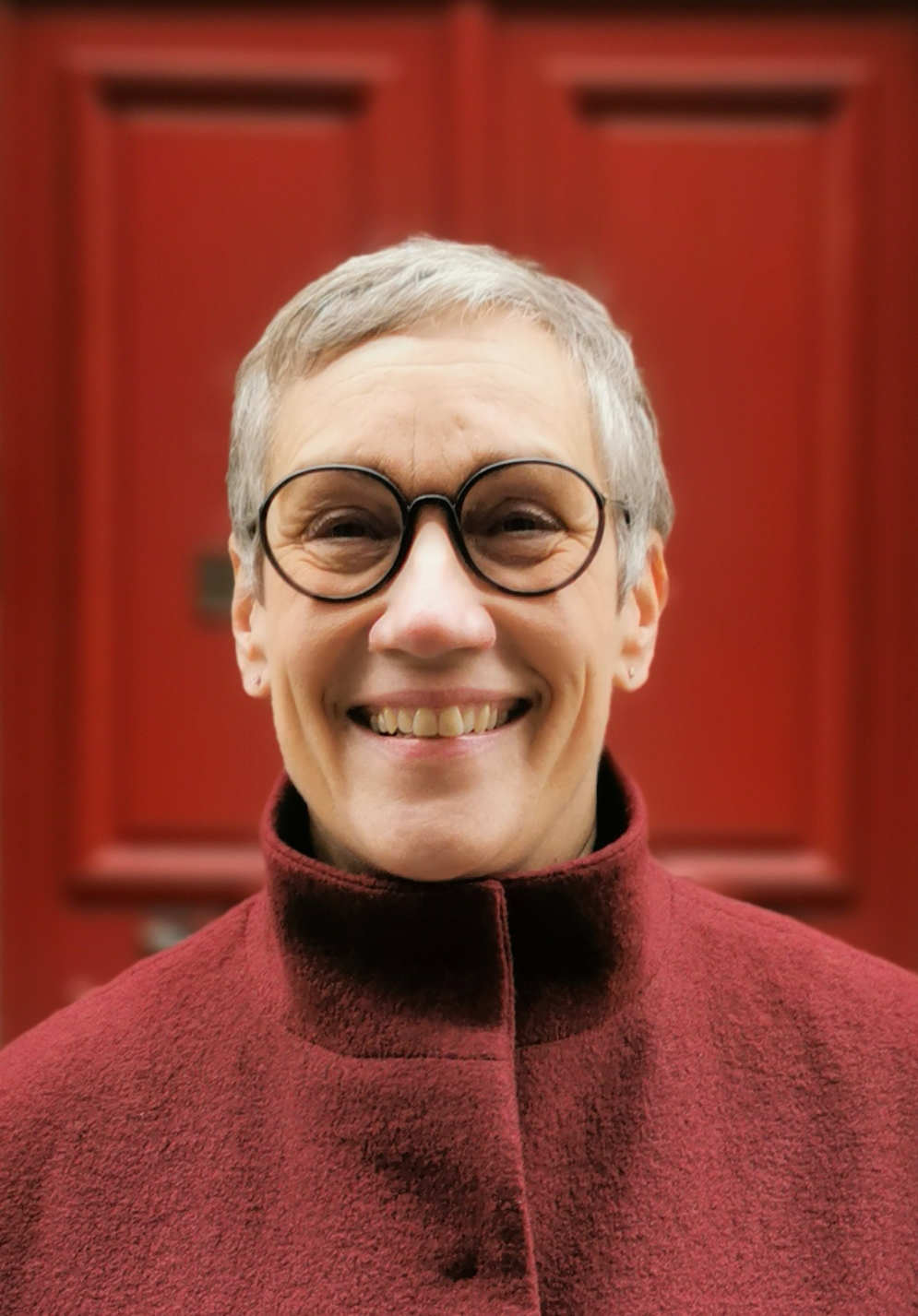
Sibylle Keupen (2021)

Sibylle Keupen (* 14. März 1963 in Mayen) ist eine deutsche Politikerin (parteilos). Sie ist seit dem 1. November 2020  Oberbürgermeisterin der Stadt Aachen.

## Leben und Wirken
Keupen studierte nach ihrer Schulzeit Pädagogik an der Universität Trier und schloss als Diplom-Pädagogin ab. Bereits seit ihrer Jugendzeit war sie über viele Jahre aktiv als ehrenamtliche Mitarbeiterin in einem katholischen Jugendverband mit den Schwerpunkten politische Bildung und Frauenarbeit. Später war sie als Schauspielerin und Theaterpädagogin in der freien Theaterszene tätig. 
Im Jahr 1994 übernahm sie die Leitung der Bleiberger Fabrik in Aachen. 1997 gründete sie dort die Jugendkunstschule und verantwortete den Auf- und Ausbau innovativer Konzepte und Projekte der kulturellen Bildung. Während dieser Zeit absolvierte sie Fortbildungen in lösungsorientierter Beratung nach Steve de Shazer und als Referentin für die Präventionsarbeit im Bereich Kinderschutz des Bistums Aachen. Seit 2012 ist sie verantwortlich für die Schulung von Honorarkräften und für die Entwicklung institutioneller Schutzkonzepte. 
2017 wählte die Mitgliederversammlung des Bundesverbandes der Jugendkunstschulen und Kulturpädagogischen Einrichtungen e. V. (bjke) Keupen zur stellvertretenden Vorsitzenden. Darüber hinaus engagiert sie sich als Vorsitzende des Fachausschusses Prävention und Kindeswohl für die Bundesvereinigung Kulturelle Jugendbildung e. V. (BKJ) und als Vorsitzende des Frauennetzwerkes sowie Sprecherin des Netzwerkes Weiterbildung in der Städteregion Aachen. Schwerpunkte ihrer Tätigkeiten lagen über die Jahre in den Bereichen Projektmanagement, Netzwerkarbeit, Weiterbildung und Geschäftsführung.
Für die NRW-Kommunalwahl 2020 wurde sie als parteilose Kandidatin von der Partei Bündnis 90/Die Grünen für das Amt der Oberbürgermeisterin nominiert und bei der Stichwahl am 27. September 2020 gegen Harald Baal von der CDU
mit 67,37 % der abgegebenen Stimmen als erste Frau in der Geschichte der Stadt Aachen in diese Position gewählt. Sie war Mitglied der 17. Bundesversammlung. Keupen ist seit 2021 Mitglied im Präsidium des Deutschen Städtetags und seit 2023 Stellvertreterin des Präsidenten. Im September 2024 wurde sie vom Ortsverband Aachen Bündnis 90/Die Grünen mit 96 Prozent der Stimmen zur OB-Kandidatin für die Kommunalwahl 2025 erneut nominiert.
Sibylle Keupen ist verheiratet, Mutter zweier erwachsener Söhne und lebt in Herzogenrath-Kohlscheid.